# Kanton Tuffé
Der Kanton Tuffé war von 1790 bis 2015 ein französischer Wahlkreis im Arrondissement Mamers, im Département Sarthe und in der Region Pays de la Loire; sein Verwaltungssitz ist Tuffé.

## Geografie
Der Kanton Tuffé lag im Mittel 107 Meter über Normalnull; zwischen 62 Meter in Beillé und 192 Meter in Bouër. Der Kanton lag im Nordosten des Départements Sarthe. Er grenzte im Osten an die Kantone La Ferté-Bernard und Montmirail, im Süden an die Kantone Vibraye und Bouloire, im Westen an den Kanton Montfort-le-Gesnois und im Norden an den Kanton Bonnétable.

## Gemeinden
Der Kanton Tuffé bestand aus 13 Gemeinden:
| Gemeinde                 | Einwohner Jahr | Fläche km² | Bevölkerungsdichte | Code INSEE | Postleitzahl |
| ------------------------ | -------------- | ---------- | ------------------ | ---------- | ------------ |
| Beillé                   | 530 (2013)     | 8,48       | 63 Einw./km²       | 72031      | 72160        |
| Boëssé-le-Sec            | 622 (2013)     | 11,76      | 53 Einw./km²       | 72038      | 72400        |
| La Bosse                 | 121 (2013)     | 10,75      | 11 Einw./km²       | 72040      | 72400        |
| Bouër                    | 330 (2013)     | 12         | 27 Einw./km²       | 72041      | 72390        |
| La Chapelle-Saint-Rémy   | 931 (2013)     | 19,2       | 48 Einw./km²       | 72067      | 72160        |
| Duneau                   | 1.052 (2013)   | 12,82      | 82 Einw./km²       | 72122      | 72160        |
| Le Luart                 | 1.450 (2013)   | 12,23      | 119 Einw./km²      | 72172      | 72390        |
| Prévelles                | 232 (2013)     | 4,81       | 48 Einw./km²       | 72246      | 72110        |
| Saint-Denis-des-Coudrais | 125 (2013)     | 7          | 17 Einw./km²       | 72277      | 72110        |
| Saint-Hilaire-le-Lierru  | 137 (2013)     | 4,5        | 30 Einw./km²       | 72288      | 72160        |
| Sceaux-sur-Huisne        | 573 (2013)     | 11,76      | 49 Einw./km²       | 72331      | 72160        |
| Tuffé                    | 1.607 (2013)   | 24,66      | 65 Einw./km²       | 72363      | 72160        |
| Vouvray-sur-Huisne       | 125 (2013)     | 3,34       | 37 Einw./km²       | 72383      | 72160        |

## Bevölkerungsentwicklung
| 1962 | 1968 | 1975 | 1982 | 1990 | 1999 | 2006 |
| ---- | ---- | ---- | ---- | ---- | ---- | ---- |
| 6399 | 6172 | 5732 | 5691 | 5846 | 6252 | 7199 |